# Карвико
Карвико (итал. Carvico) је насеље у Италији у округу Бергамо, региону Ломбардија.
Према процени из 2011. у насељу је живело 4618 становника. Насеље се налази на надморској висини од 276 м.

## Становништво
| 1936. | 1951. | 1961. | 1971. | 1981. | 1991. | 2001. | 2011. |
| ----- | ----- | ----- | ----- | ----- | ----- | ----- | ----- |
| 1.882 | 2.126 | 2.837 | 3.268 | 3.578 | 3.923 | 4.141 | 4.666 |